# Solanum macoorai
Solanum macoorai är en potatisväxtart som beskrevs av Frederick Manson Bailey. Solanum macoorai ingår i släktet skattor som ingår i familjen potatisväxter. Inga underarter finns listade i Catalogue of Life.